# Provortex balticus
Provortex balticus är en plattmaskart som först beskrevs av Schultze 1851.  Provortex balticus ingår i släktet Provortex och familjen Provorticidae. Arten är reproducerande i Sverige. Inga underarter finns listade i Catalogue of Life.